# Kaliště (Bohdalovice)
Kaliště (německy Golitsch) je malá vesnice, část obce Bohdalovice v okrese Český Krumlov. Nachází se asi 3 km na severozápad od Bohdalovic. Je zde evidováno 9 adres.
Kaliště leží v katastrálním území Větřní-Kaliště o rozloze 2,06 km².

## Historie
První písemná zmínka o vesnici pochází z roku 1316. V roce 1930 zde stálo 7 domů a žilo zde 5 obyvatel.